# دیتا آرت
دیتا آرت (انگلیسی: DataArt) شرکت فناوری اطلاعات آمریکایی است، که در سال ۱۹۹۷ تأسیس شد.